# Establo Kagamiyama

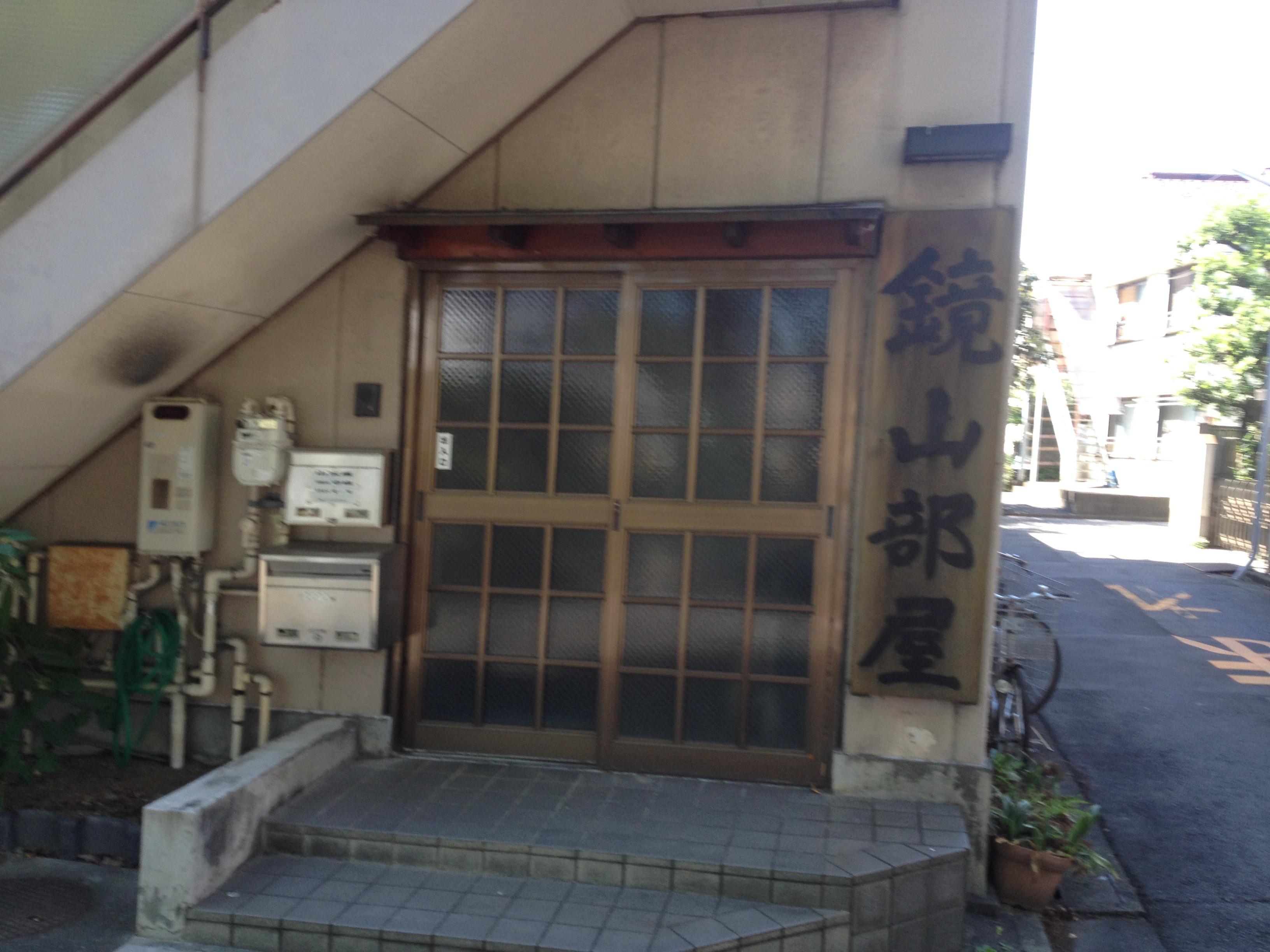
Entrada principal del difunto Establo Kagamiyama

El Establo Kagamiyama (鏡山部屋, Kagamiyama-beya) fue un establo de entrenamiento de sumo profesional. El recinto formó parte del ichimon Tokitsukaze. Fue fundado en noviembre de 1970 por el ex yokozuna Kashiwado tras independizarse del establo Isenoumi. Tras el fallecimiento de Kashiwado en diciembre de 1996, el liderazgo del establo cayó en manos de su protegido, el ex sekiwake Tagaryū. Durante muchos años el establo solo poseyó dos luchadores, uno de ellos el propio hijo Tagaryū, Ryūsei, convirtiéndolo en uno de los establos más pequeños en el sumo profesional. El 21 de julio de 2021, la Asociación Japonesa de Sumo decidió durante una reunión de su gabinete que el establo Kagamiyama sería cerrado y todo su personal transferido al establo Isenoumi.

## Nombres de ring
Varios luchadores de este establo solían adoptar nombres de ring o shikona con el sufijo "-ryū" (竜), significando dragón, y extraído del nombre del último maestro y dueño del establo, el ex sekiwake Tagaryū.

## Dueños
- 1996–2021: El octavo (8°) Kagamiyama Shōji (riji, ex sekiwake Tagaryū)
- 1970–1996: El séptimo (7°) Kagamiyama Tsuyoshi (el cuadragésimo séptimo (47°) yokozuna Kashiwado)

## Entrenadores
- Katsunoura Toshirō (iin, ex maegashira Kirinishiki)

## Exluchadores destacados
- Kirinishiki (ex maegashira)
- Konuma (ex maegashira)
- Zaōnishiki (ex maegashira)

## Ubicación y acceso
Shin-Koiwa 3-28-21, barrio especial de Katsushika, Tokio. A 15 minutos caminando desde la Estación Shin-Koiwa (Línea Sōbu)